# Aveleda (Lousada)
Aveleda es una freguesia portuguesa ubicada en el municipio de Lousada, con una superficie de 3,69 km², una población de 1.952 habitantes y una densidad de 529 hab./km².